# Amtsgericht Ziegenhals
Das Amtsgericht Ziegenhals war ein preußisches Amtsgericht mit Sitz in Ziegenhals.

## Geschichte
In Ziegenhals bestand von 1849 bis 1879 die Gerichtskommission Ziegenhals des Kreisgerichtes Neisse. Das königlich preußische Amtsgericht Ziegenhals wurde mit Wirkung zum 1. Oktober  1879 als eines von acht Amtsgerichten im Bezirk des Landgerichtes Neisse im Bezirk des Oberlandesgerichtes Breslau gebildet. Der Sitz des Gerichtes war  Ziegenhals. Sein Gerichtsbezirk umfasste aus dem Kreis Neisse den Stadtbezirk Ziegenhals und die Amtsbezirke Arnoldsdorf, Borkendorf, Giersdorf, Dürr Kunzendorf, Langendorf, Neuwalde, Schönwalde, Deutsch Wette und Ziegenhals. Am Gericht bestanden 1880 zwei Richterstellen. Das Amtsgericht war damit ein mittelgroßes Amtsgericht im Landgerichtsbezirk. Zum 1. April 1941 wurde der Landgerichtsbezirk Neisse mit seinen Amtsgerichten dem neugeschaffenen Oberlandesgericht Kattowitz zugeschlagen.
Im Jahre 1945 wurde der Amtsgerichtsbezirk unter polnische Verwaltung gestellt, und die deutschen Einwohner wurden vertrieben. Damit endete auch die Geschichte des Amtsgerichtes Ziegenhals.